# Anisoptera reticulata
Anisoptera reticulata är en tvåhjärtbladig växtart som beskrevs av Peter Shaw Ashton. Anisoptera reticulata ingår i släktet Anisoptera och familjen Dipterocarpaceae. Inga underarter finns listade i Catalogue of Life.